# Cerbranorte
A Cerbranorte (Cooperativa de Eletrificação de Braço do Norte) é uma cooperativa de eletrificação rural, fundada em 1962. Sua sede fica em Braço do Norte, no estado do Santa Catarina, tendo uma filial em Rio Fortuna.
Além de Braço do Norte, a função da cooperativa é fornecer energia elétrica para outros municípios da região, beneficiando mais de 16 mil consumidores, distribuindo e produzindo energia elétrica.
Construiu a Pequena Central Hidrelétrica (PCH) Capivari em São Martinho, com 18 MW de potência instalada.